# Groot-Brittannië op de Olympische Winterspelen 2022
Groot-Brittannië was een van de deelnemende landen aan de Olympische Winterspelen 2022 in Peking, China.

## Medailleoverzicht
| Sport   | Olympiër(s)                                                          | Onderdeel | Medaille |
| ------- | -------------------------------------------------------------------- | --------- | -------- |
| Curling | Eve Muirhead Vicky Wright Jennifer Dodds Hailey Duff Mili Smith      | Vrouwen   | Goud     |
| Curling | Bruce Mouat Grant Hardie Bobbie Lammie Hammy McMillan Jr. Ross Whyte | Mannen    | Zilver   |

## Deelnemers en resultaten

### Alpineskiën
Maximaal vier deelnemers per onderdeel
Mannen
| Naam        | Onderdeel | 1e run | 1e run | 2e run | 2e run | Totaal  | Totaal |
| Naam        | Onderdeel | Tijd   | Rang   | Tijd   | Rang   | Tijd    | Rang   |
| ----------- | --------- | ------ | ------ | ------ | ------ | ------- | ------ |
| Billy Major | Slalom    | DNF    | DNF    | DNF    | DNF    | DNF     | DNF    |
| Dave Ryding | Slalom    | 55,13  | 16     | 50,44  | 7      | 1:45,57 | 13     |

Vrouwen
| Naam          | Onderdeel    | 1e run  | 1e run | 2e run | 2e run | Totaal  | Totaal |
| Naam          | Onderdeel    | Tijd    | Rang   | Tijd   | Rang   | Tijd    | Rang   |
| ------------- | ------------ | ------- | ------ | ------ | ------ | ------- | ------ |
| Charlie Guest | Slalom       | 53,84   | 15     | 54,12  | 28     | 1:47,96 | 21     |
| Alex Tilley   | Reuzenslalom | 1:01,40 | 28     | 59,42  | 22     | 2:00,82 | 22     |
| Alex Tilley   | Slalom       | DNF     | DNF    | DNF    | DNF    | DNF     | DNF    |

### Bobsleeën
| Naam                                                  | Onderdeel       | Run 1   | Run 1 | Run 2   | Run 2 | Run 3   | Run 3 | Run 4   | Run 4 | Totaal  | Totaal |
| Naam                                                  | Onderdeel       | Tijd    | Rang  | Tijd    | Rang  | Tijd    | Rang  | Tijd    | Rang  | Tijd    | Rang   |
| ----------------------------------------------------- | --------------- | ------- | ----- | ------- | ----- | ------- | ----- | ------- | ----- | ------- | ------ |
| Nick Gleeson Brad Hall *                              | Tweemansbob (m) | 59,69   | 11    | 1:00,05 | 13    | 1:00,22 | 18    | 59,96   | 7     | 3:59,92 | 11     |
| Greg Cackett Nick Gleeson Brad Hall * Taylor Lawrence | Viermansbob (m) | 58,60   | 5     | 59,09   | 6     | 58,65   | 6     | 59,38   | 7     | 3:55,72 | 6      |
|                                                       |                 |         |       |         |       |         |       |         |       |         |        |
| Montell Douglas Mica McNeill *                        | Tweemansbob (v) | 1:02,19 | 19    | 1:02,35 | 18    | 1:02,17 | 14    | 1:02,14 | 13    | 4:08,85 | 17     |

* – Geeft de bestuurder van de slee aan

### Curling
| Team                                                                 | Onderdeel     | Groepsfase     | Groepsfase     | Groepsfase     | Groepsfase     | Groepsfase     | Groepsfase     | Groepsfase     | Groepsfase     | Groepsfase     | Groepsfase | Tiebreaker     | Halve finale   | Finale / BM    | Finale / BM |
| Team                                                                 | Onderdeel     | Opponent Score | Opponent Score | Opponent Score | Opponent Score | Opponent Score | Opponent Score | Opponent Score | Opponent Score | Opponent Score | Rang       | Opponent Score | Opponent Score | Opponent Score | Rang        |
| -------------------------------------------------------------------- | ------------- | -------------- | -------------- | -------------- | -------------- | -------------- | -------------- | -------------- | -------------- | -------------- | ---------- | -------------- | -------------- | -------------- | ----------- |
| Bruce Mouat Grant Hardie Bobbie Lammie Hammy McMillan Jr. Ross Whyte | Mannen        | ITA 7 - 5      | USA 7 - 9      | NOR 8 - 3      | CHN 7 - 6      | DEN 8 - 2      | SUI 6 - 5      | SWE 7 - 6      | ROC 8 - 6      | CAN 5 - 2      | 1          | n.v.t.         | USA 8 - 4      | SWE 4 - 5      | Zilver      |
| Eve Muirhead Vicky Wright Jennifer Dodds Hailey Duff Mili Smith      | Vrouwen       | SUI 5 - 6      | SWE 8 - 2      | KOR 7 - 9      | USA 10 - 5     | DEN 7 - 2      | CAN 3 - 7      | JPN 10 - 4     | CHN 4 - 8      | ROC 9 - 4      | 3          | n.v.t.         | SWE 12 - 11    | JPN 10 - 3     | Goud        |
| Bruce Mouat Jennifer Dodds                                           | Gemengddubbel | SWE 9 – 5      | CAN 6 - 4      | SUI 7 - 8      | AUS 9 - 8      | CZE 8 - 3      | ITA 5 - 7      | CHN 6 - 5      | NOR 2 - 6      | USA 8 - 4      | 3          | n.v.t.         | NOR 5 - 6      | SWE 3 – 9      | 4           |

### Freestyleskiën
Aerials
| Naam          | Onderdeel | Kwalificatie | Kwalificatie | Kwalificatie | Kwalificatie | Finale         | Finale         | Finale         | Finale         | Finale         | Finale         |
| Naam          | Onderdeel | Sprong 1     | Sprong 1     | Sprong 2     | Sprong 2     | Sprong 1       | Sprong 1       | Sprong 2       | Sprong 2       | Sprong 3       | Sprong 3       |
| ------------- | --------- | ------------ | ------------ | ------------ | ------------ | -------------- | -------------- | -------------- | -------------- | -------------- | -------------- |
| Lloyd Wallace | Mannen    | 108,41       | 17           | 71,94        | 17           | niet geplaatst | niet geplaatst | niet geplaatst | niet geplaatst | niet geplaatst | niet geplaatst |

Big air
| Naam              | Onderdeel | Kwalificatie | Kwalificatie | Kwalificatie | Kwalificatie | Kwalificatie | Finale         | Finale         | Finale         | Finale         | Finale         |
| Naam              | Onderdeel | Run 1        | Run 2        | Run 3        | Totaal       | Rang         | Run 1          | Run 2          | Run 3          | Totaal         | Rang           |
| ----------------- | --------- | ------------ | ------------ | ------------ | ------------ | ------------ | -------------- | -------------- | -------------- | -------------- | -------------- |
| Kirsty Muir       | Vrouwen   | 89,25        | 67,00        | 68,25        | 157,50       | 7            | 90,25          | 78,75          | 15,50          | 169,00         | 5              |
| Katie Summerhayes | Vrouwen   | 63,75        | 69,25        | 67,25        | 136,50       | 13           | niet geplaatst | niet geplaatst | niet geplaatst | niet geplaatst | niet geplaatst |
| James Woods       | Mannen    | 27,50        | 26,50        | 32,25        | 59,75        | 30           | niet geplaatst | niet geplaatst | niet geplaatst | niet geplaatst | niet geplaatst |

Halfpipe
| Naam          | Onderdeel | Kwalificatie | Kwalificatie | Kwalificatie | Kwalificatie | Finale | Finale | Finale | Finale | Finale |
| Naam          | Onderdeel | Run 1        | Run 2        | Beste        | Rang         | Run 1  | Run 2  | Run 3  | Beste  | Rang   |
| ------------- | --------- | ------------ | ------------ | ------------ | ------------ | ------ | ------ | ------ | ------ | ------ |
| Gus Kenworthy | Mannen    | 8,50         | 70,75        | 70,75        | 12           | 17,50  | 3,75   | 71,25  | 71,25  | 8      |
| Zoe Atkin     | Vrouwen   | 85,25        | 86,75        | 86,75        | 4            | 18,75  | 10,75  | 73,25  | 73,25  | 9      |

Moguls
| Naam                     | Onderdeel | Kwalificatie | Kwalificatie | Kwalificatie | Kwalificatie | Kwalificatie | Kwalificatie | Kwalificatie | Kwalificatie | Finale         | Finale         | Finale         | Finale         | Finale         | Finale         | Finale         | Finale         | Finale         | Finale         | Finale         | Finale         |
| Naam                     | Onderdeel | Run 1        | Run 1        | Run 1        | Run 1        | Run 2        | Run 2        | Run 2        | Run 2        | Run 1          | Run 1          | Run 1          | Run 1          | Run 2          | Run 2          | Run 2          | Run 2          | Run 3          | Run 3          | Run 3          | Run 3          |
| Naam                     | Onderdeel | Tijd         | Score        | Totaal       | Rang         | Tijd         | Score        | Totaal       | Rang         | Tijd           | Score          | Totaal         | Rang           | Tijd           | Score          | Totaal         | Rang           | Tijd           | Score          | Totaal         | Rang           |
| ------------------------ | --------- | ------------ | ------------ | ------------ | ------------ | ------------ | ------------ | ------------ | ------------ | -------------- | -------------- | -------------- | -------------- | -------------- | -------------- | -------------- | -------------- | -------------- | -------------- | -------------- | -------------- |
| William Feneley          | Mannen    | 26,69        | 57,43        | 70,23        | 23           | 26,45        | 54,42        | 67,54        | 17           | niet geplaatst | niet geplaatst | niet geplaatst | niet geplaatst | niet geplaatst | niet geplaatst | niet geplaatst | niet geplaatst | niet geplaatst | niet geplaatst | niet geplaatst | niet geplaatst |
| Leonie Gerken Schofield  | Vrouwen   | DNF          | DNF          | DNF          | DNF          | 31,50        | 49,56        | 62,06        | 17           | niet geplaatst | niet geplaatst | niet geplaatst | niet geplaatst | niet geplaatst | niet geplaatst | niet geplaatst | niet geplaatst | niet geplaatst | niet geplaatst | niet geplaatst | niet geplaatst |
| Makayla Gerken Schofield | Vrouwen   | 29,13        | 55,01        | 70,18        | 12           | 29,31        | 52,99        | 67,96        | 7            | 28,76          | 58,40          | 73,99          | 9              | 28,59          | 57,26          | 73,04          | 8              | niet geplaatst | niet geplaatst | niet geplaatst | niet geplaatst |

Skicross
| Naam          | Onderdeel | Plaatsingsronde | Plaatsingsronde | Achtste finale | Kwartfinale    | Halve finale   | Finale         | Finale         |
| Naam          | Onderdeel | Run 1           | Run 1           | Achtste finale | Kwartfinale    | Halve finale   | Finale         | Finale         |
| Naam          | Onderdeel | Tijd            | Rang            | Plaats         | Plaats         | Plaats         | Plaats         | Rang           |
| ------------- | --------- | --------------- | --------------- | -------------- | -------------- | -------------- | -------------- | -------------- |
| Oliver Davies | Mannen    | 1:14,84         | 31              | 4              | niet geplaatst | niet geplaatst | niet geplaatst | niet geplaatst |

Slopestyle
| Naam              | Onderdeel | Kwalificatie | Kwalificatie | Kwalificatie | Kwalificatie | Finale | Finale | Finale | Finale | Finale |
| Naam              | Onderdeel | Run 1        | Run 2        | Beste        | Rang         | Run 1  | Run 2  | Run 3  | Beste  | Rang   |
| ----------------- | --------- | ------------ | ------------ | ------------ | ------------ | ------ | ------ | ------ | ------ | ------ |
| Kirsty Muir       | Vrouwen   | 70,11        | 63,91        | 70,11        | 6            | 41,86  | 71,30  | 69,21  | 71,30  | 8      |
| Katie Summerhayes | Vrouwen   | 66,56        | 59,11        | 66,56        | 10           | 60,01  | 64,75  | 23,31  | 64,75  | 9      |
| James Woods       | Mannen    | DNS          | DNS          | DNS          | DNS          | DNS    | DNS    | DNS    | DNS    | DNS    |

### Kunstrijden
Individueel
| Naam          | Onderdeel | KK    | KK   | VK             | VK             | Totaal | Totaal |
| Naam          | Onderdeel | Score | Rang | Score          | Rang           | Score  | Rang   |
| ------------- | --------- | ----- | ---- | -------------- | -------------- | ------ | ------ |
| Natasha McKay | Vrouwen   | 52,54 | 28   | niet geplaatst | niet geplaatst | 52,54  | 28     |

Gemengd
| Naam                    | Onderdeel | KK    | KK   | VK     | VK   | Totaal | Totaal |
| Naam                    | Onderdeel | Score | Rang | Score  | Rang | Score  | Rang   |
| ----------------------- | --------- | ----- | ---- | ------ | ---- | ------ | ------ |
| Lilah Fear Lewis Gibson | IJsdansen | 76,45 | 10   | 115,19 | 9    | 191,64 | 10     |

### Langlaufen
Maximaal vier deelnemers per onderdeel
Lange afstanden
Mannen
| Naam            | Onderdeel             | Uitslag   | Uitslag |
| Naam            | Onderdeel             | Tijd      | Rang    |
| --------------- | --------------------- | --------- | ------- |
| Andrew Musgrave | 15 km klassieke stijl | 41:44,7   | 46      |
| Andrew Musgrave | 30 km skiatlon        | 1:20:46,9 | 17      |
| Andrew Musgrave | 50 km vrije stijl     | 1:13:29,3 | 12      |
| Andrew Young    | 15 km klassieke stijl | 42:24,0   | 51      |

Sprint
Mannen
| Naam                       | Onderdeel  | Kwalificatie | Kwalificatie | Kwartfinales   | Kwartfinales   | Halve finales  | Halve finales  | Finale         | Finale         |
| Naam                       | Onderdeel  | Tijd         | Rang         | Tijd           | Rang           | Tijd           | Rang           | Tijd           | Rang           |
| -------------------------- | ---------- | ------------ | ------------ | -------------- | -------------- | -------------- | -------------- | -------------- | -------------- |
| James Clugnet              | Sprint     | 2:56,72      | 40           | niet geplaatst | niet geplaatst | niet geplaatst | niet geplaatst | niet geplaatst | niet geplaatst |
| Andrew Young               | Sprint     | 2:55,60      | 36           | niet geplaatst | niet geplaatst | niet geplaatst | niet geplaatst | niet geplaatst | niet geplaatst |
| James Clugnet Andrew Young | Teamsprint | n.v.t.       | n.v.t.       | n.v.t.         | n.v.t.         | 21:15,27       | 10             | niet geplaatst | niet geplaatst |

### Rodelen
Individueel
| Naam              | Onderdeel | Run 1  | Run 1 | Run 2  | Run 2 | Run 3  | Run 3 | Run 4          | Run 4          | Totaal | Totaal |
| Naam              | Onderdeel | Tijd   | Rang  | Tijd   | Rang  | Tijd   | Rang  | Tijd           | Rang           | Tijd   | Rang   |
| ----------------- | --------- | ------ | ----- | ------ | ----- | ------ | ----- | -------------- | -------------- | ------ | ------ |
| Rupert Staudinger | Mannen    | 58,731 | 22    | 58,960 | 22    | 58,662 | 22    | niet geplaatst | niet geplaatst |        | 23     |

### Schaatsen
Mannen
| Naam              | Onderdeel | Uitslag | Uitslag |
| Naam              | Onderdeel | Tijd    | Rang    |
| ----------------- | --------- | ------- | ------- |
| Cornelius Kersten | 500 m     | 35,36   | 25      |
| Cornelius Kersten | 1000 m    | 1:08,79 | 9       |
| Cornelius Kersten | 1500 m    | 1:47,11 | 19      |

Vrouwen
| Naam          | Onderdeel | Uitslag | Uitslag |
| Naam          | Onderdeel | Tijd    | Rang    |
| ------------- | --------- | ------- | ------- |
| Ellia Smeding | 1000 m    | 1:17,17 | 23      |
| Ellia Smeding | 1500 m    | 2:01,09 | 27      |

### Shorttrack
Mannen
| Naam           | Onderdeel | Series   | Series | Kwartfinale    | Kwartfinale    | Halve finale   | Halve finale   | Finale         | Finale         |
| Naam           | Onderdeel | Tijd     | Rang   | Tijd           | Rang           | Tijd           | Rang           | Tijd           | Rang           |
| -------------- | --------- | -------- | ------ | -------------- | -------------- | -------------- | -------------- | -------------- | -------------- |
| Farrell Treacy | 1000 m    | 1:24,935 | 4      | niet geplaatst | niet geplaatst | niet geplaatst | niet geplaatst | niet geplaatst | niet geplaatst |
| Farrell Treacy | 1500 m    | n.v.t.   | n.v.t. | 2:16,880       | 3              | 2:13,736       | 3              | 2:11,988       | 9              |
| Niall Treacy   | 1000 m    | 1:32,243 | 4      | niet geplaatst | niet geplaatst | niet geplaatst | niet geplaatst | niet geplaatst | niet geplaatst |

Vrouwen
| Naam            | Onderdeel | Series   | Series | Kwartfinale    | Kwartfinale    | Halve finale   | Halve finale   | Finale         | Finale         |
| Naam            | Onderdeel | Tijd     | Rang   | Tijd           | Rang           | Tijd           | Rang           | Tijd           | Rang           |
| --------------- | --------- | -------- | ------ | -------------- | -------------- | -------------- | -------------- | -------------- | -------------- |
| Kathryn Thomson | 500 m     | 1:06,594 | 4      | niet geplaatst | niet geplaatst | niet geplaatst | niet geplaatst | niet geplaatst | niet geplaatst |
| Kathryn Thomson | 1000 m    | 1:30,037 | 4      | niet geplaatst | niet geplaatst | niet geplaatst | niet geplaatst | niet geplaatst | niet geplaatst |

### Skeleton
| Naam           | Onderdeel | Run 1   | Run 1 | Run 2   | Run 2 | Run 3   | Run 3 | Run 4          | Run 4          | Totaal         | Totaal         |
| Naam           | Onderdeel | Tijd    | Rang  | Tijd    | Rang  | Tijd    | Rang  | Tijd           | Rang           | Tijd           | Rang           |
| -------------- | --------- | ------- | ----- | ------- | ----- | ------- | ----- | -------------- | -------------- | -------------- | -------------- |
| Brogan Crowley | Vrouwen   | 1:03,32 | 23    | 1:03,23 | 21    | 1:02,82 | 21    | niet geplaatst | niet geplaatst | niet geplaatst | niet geplaatst |
| Laura Deas     | Vrouwen   | 1:02,99 | 21    | 1:03,15 | 20    | 1:02,71 | 19    | 1:02,70        | 16             | 4:11,55        | 19             |
| Matt Weston    | Mannen    | 1:01,34 | 14    | 1:01,15 | 12    | 1:01,12 | 14    | 1:01,63        | 20             | 4:05,24        | 15             |
| Marcus Wyatt   | Mannen    | 1:01,56 | 17    | 1:01,72 | 18    | 1:01,28 | 16    | 1:01,35        | 15             | 4:05,91        | 16             |

### Snowboarden
Big air
| Naam          | Onderdeel | Kwalificatie | Kwalificatie | Kwalificatie | Kwalificatie | Kwalificatie | Finale         | Finale         | Finale         | Finale         | Finale         |
| Naam          | Onderdeel | Sprong 1     | Sprong 2     | Sprong 3     | Totaal       | Rang         | Sprong 1       | Sprong 2       | Sprong 3       | Totaal         | Rang           |
| ------------- | --------- | ------------ | ------------ | ------------ | ------------ | ------------ | -------------- | -------------- | -------------- | -------------- | -------------- |
| Katie Ormerod | Vrouwen   | 14,75        | 60,25        | 9,50         | 69,75        | 25           | niet geplaatst | niet geplaatst | niet geplaatst | niet geplaatst | niet geplaatst |

Slopestyle
| Naam          | Onderdeel | Kwalificatie | Kwalificatie | Kwalificatie | Kwalificatie | Finale         | Finale         | Finale         | Finale         | Finale         |
| Naam          | Onderdeel | Run 1        | Run 2        | Beste        | Rang         | Run 1          | Run 2          | Run 3          | Beste          | Rang           |
| ------------- | --------- | ------------ | ------------ | ------------ | ------------ | -------------- | -------------- | -------------- | -------------- | -------------- |
| Katie Ormerod | Vrouwen   | 47,38        | 44,01        | 47,38        | 18           | niet geplaatst | niet geplaatst | niet geplaatst | niet geplaatst | niet geplaatst |

Snowboardcross
| Naam                             | Onderdeel    | Plaatsingsronde | Plaatsingsronde | Plaatsingsronde | Plaatsingsronde | Plaatsingsronde | Plaatsingsronde | Achtste finale | Kwartfinale    | Halve finale   | Finale         | Finale         |
| Naam                             | Onderdeel    | Run 1           | Run 1           | Run 2           | Run 2           | Snelste         | Rang            | Achtste finale | Kwartfinale    | Halve finale   | Finale         | Finale         |
| Naam                             | Onderdeel    | Tijd            | Rang            | Tijd            | Rang            | Snelste         | Rang            | Plaats         | Plaats         | Plaats         | Plaats         | Rang           |
| -------------------------------- | ------------ | --------------- | --------------- | --------------- | --------------- | --------------- | --------------- | -------------- | -------------- | -------------- | -------------- | -------------- |
| Huw Nightingale                  | Mannen       | 1:20,79         | 28              | 1:20,72         | 13              | 1:20,72         | 29              | 4              | niet geplaatst | niet geplaatst | niet geplaatst | niet geplaatst |
| Charlotte Bankes                 | Vrouwen      | 1:22,72         | 2               | {{{1}}}         | {{{1}}}         | 1:22,72         | 2               | 1              | 3              | niet geplaatst | niet geplaatst | niet geplaatst |
| Charlotte Bankes Huw Nightingale | Gemengd team | n.v.t.          | n.v.t.          | n.v.t.          | n.v.t.          | n.v.t.          | n.v.t.          | n.v.t.         | 1              | 3              | niet geplaatst | niet geplaatst |